# Ifjúságfalva
Ifjúságfalva (szlovákul Dedina Mládeže) község Szlovákiában, a Nyitrai kerületben, a Komáromi járásban. A mintegy 100 lakosú Kissziget (Malý ostrov) tartozik hozzá.

## Fekvése
Gútától 3 km-re, Komáromtól 28 km-re északra, a Vág jobb partján fekszik.

## Élővilága

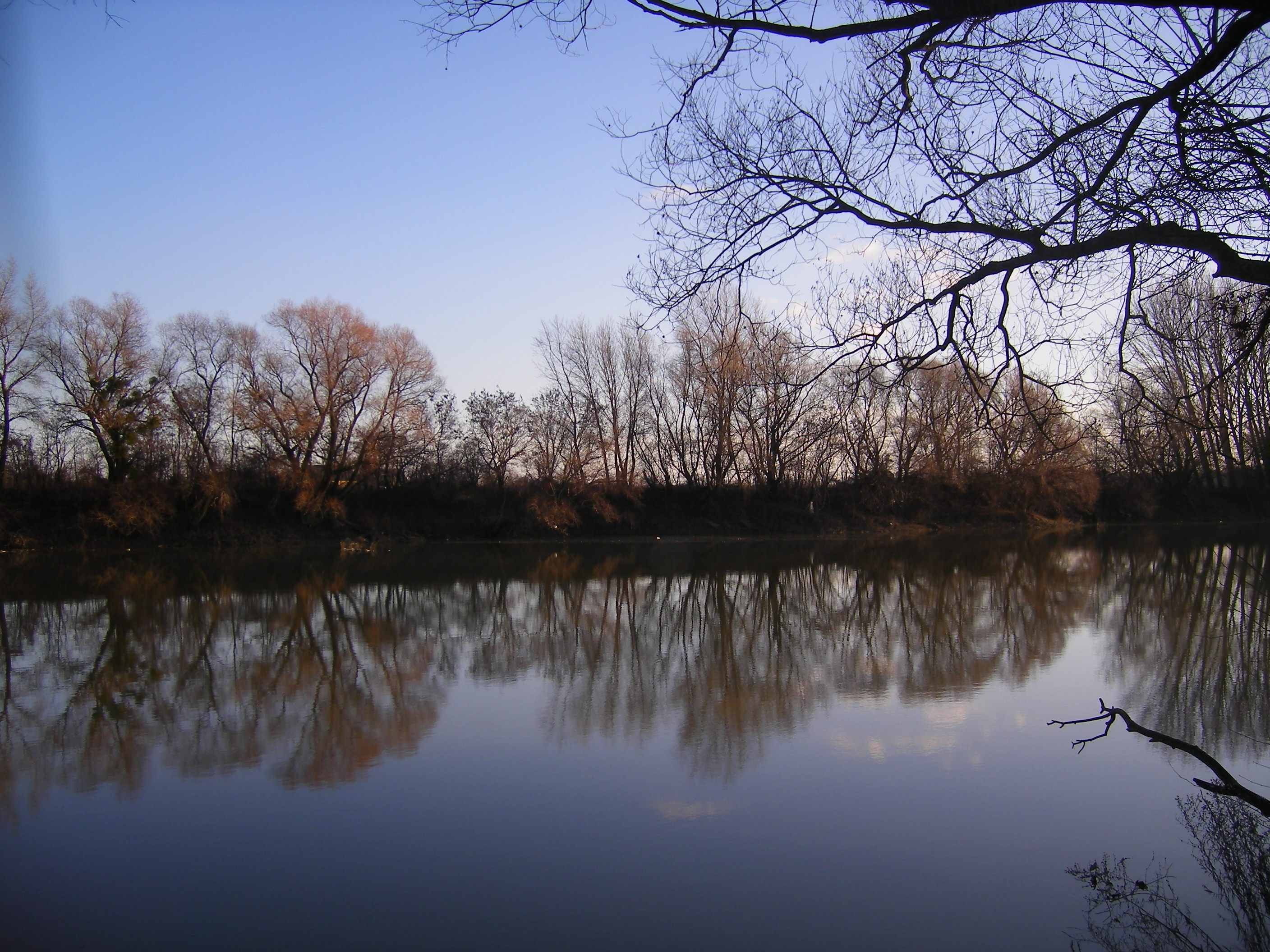
A Vág partja Ifjúságfalvánál
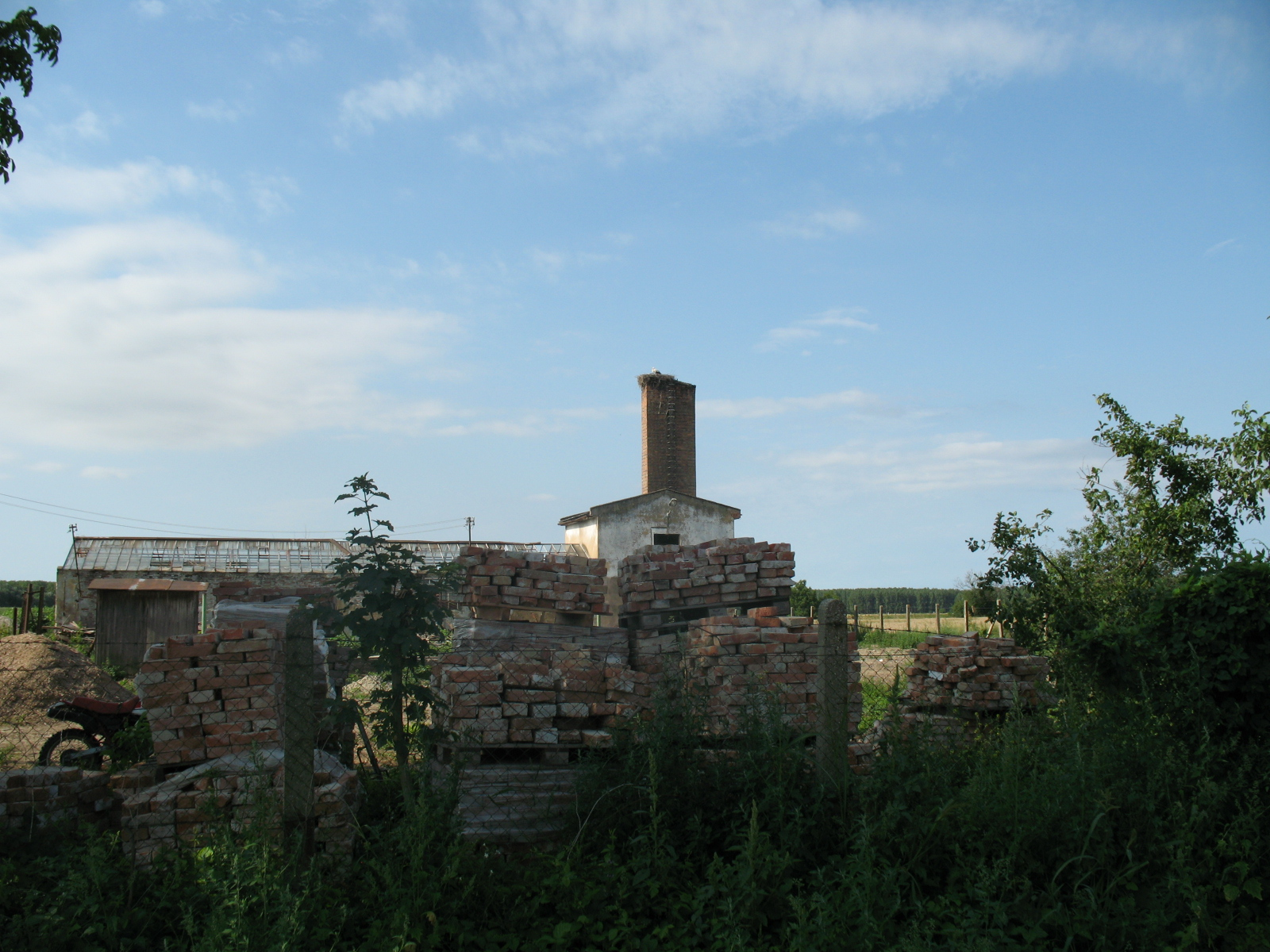
2011
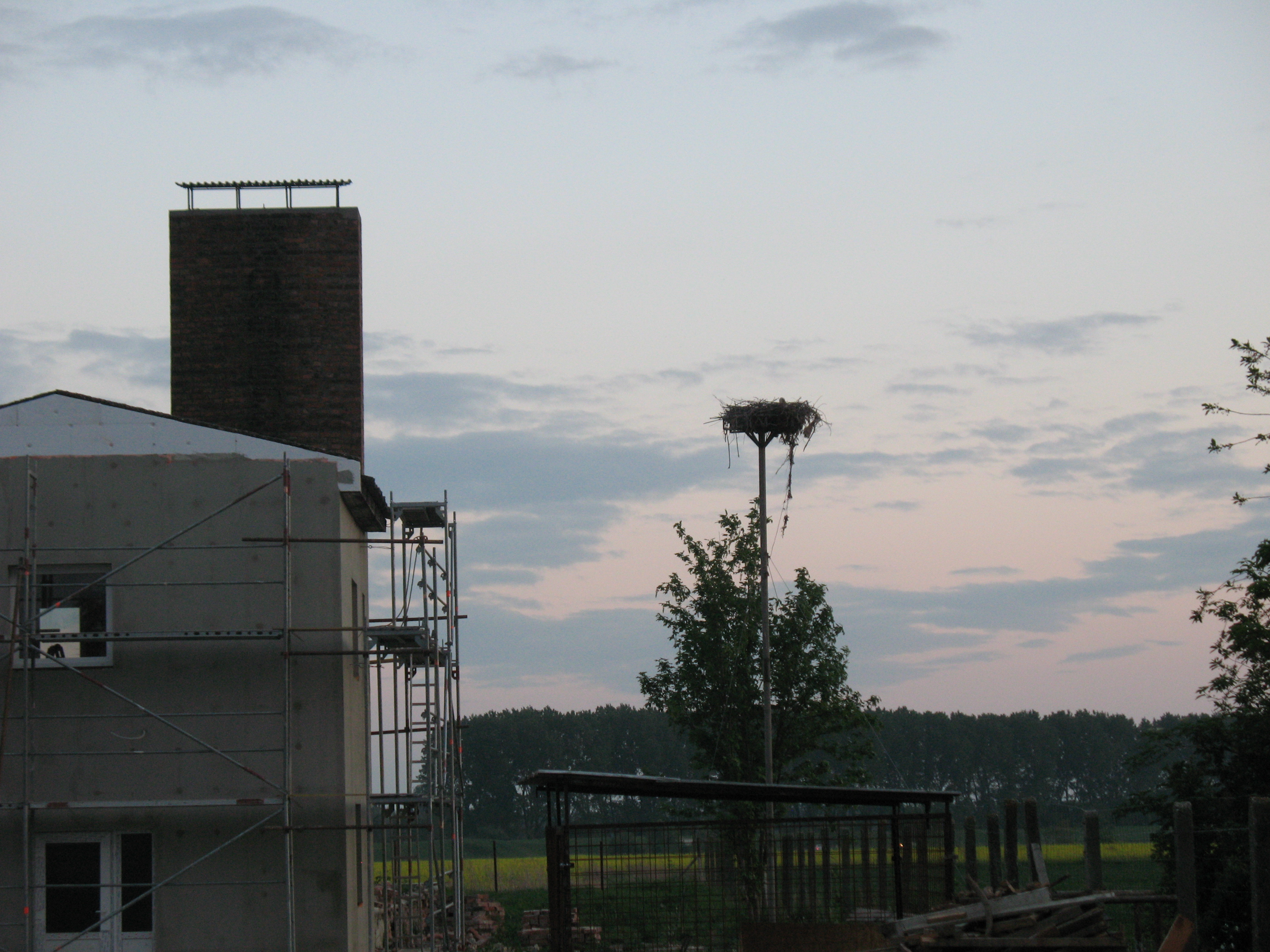
Gólyafészek 2012-ben
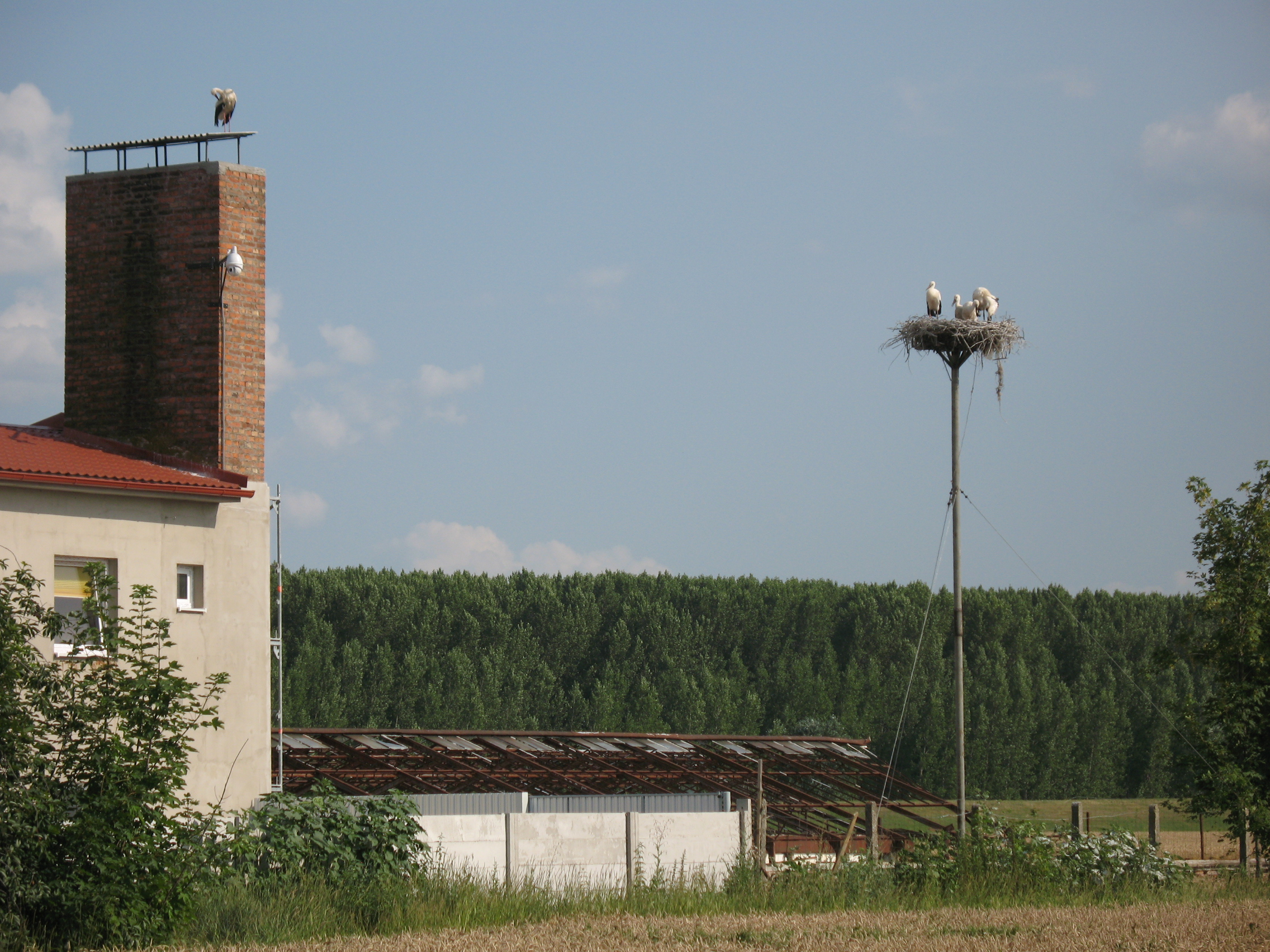
2013
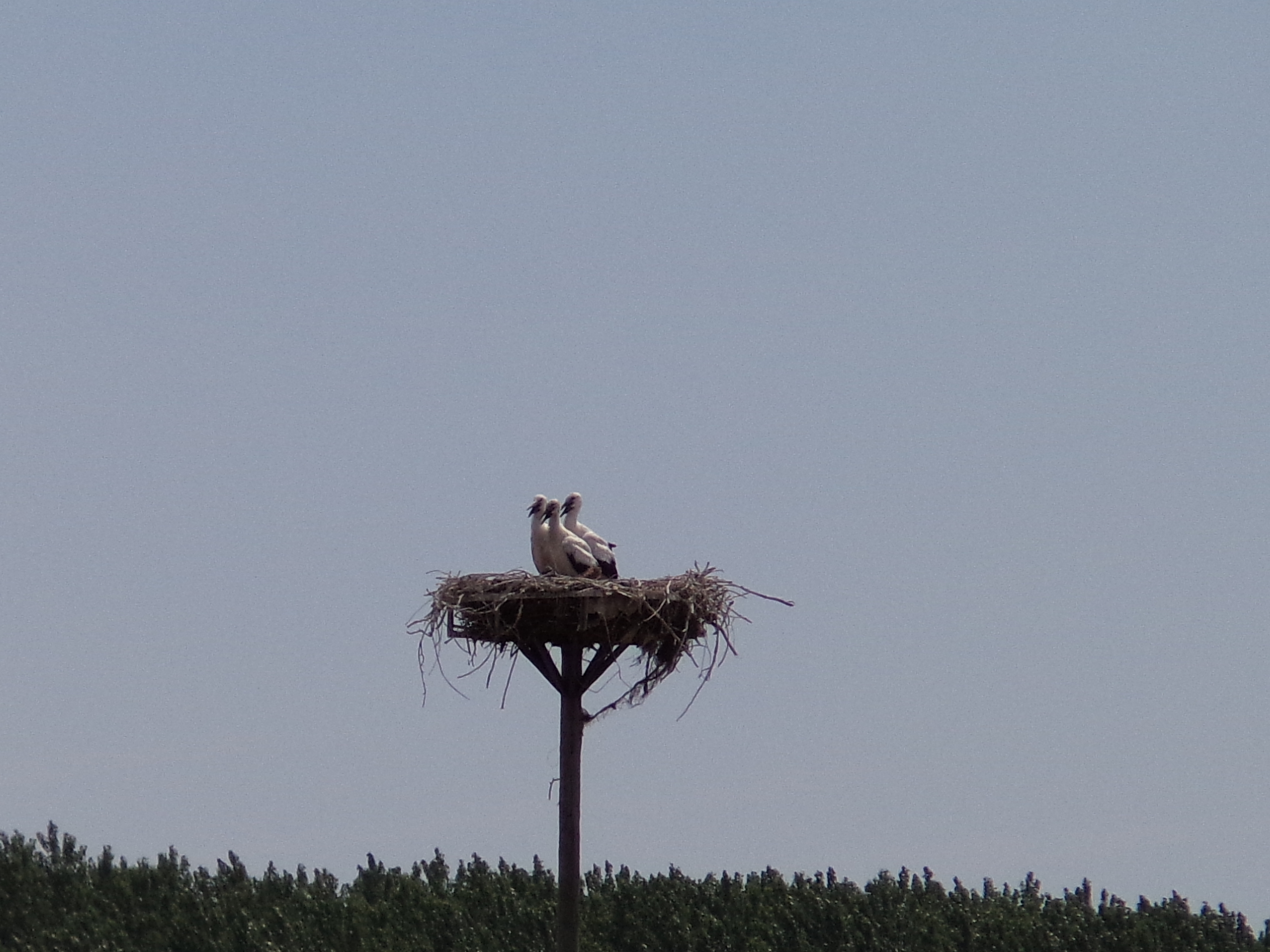
2015
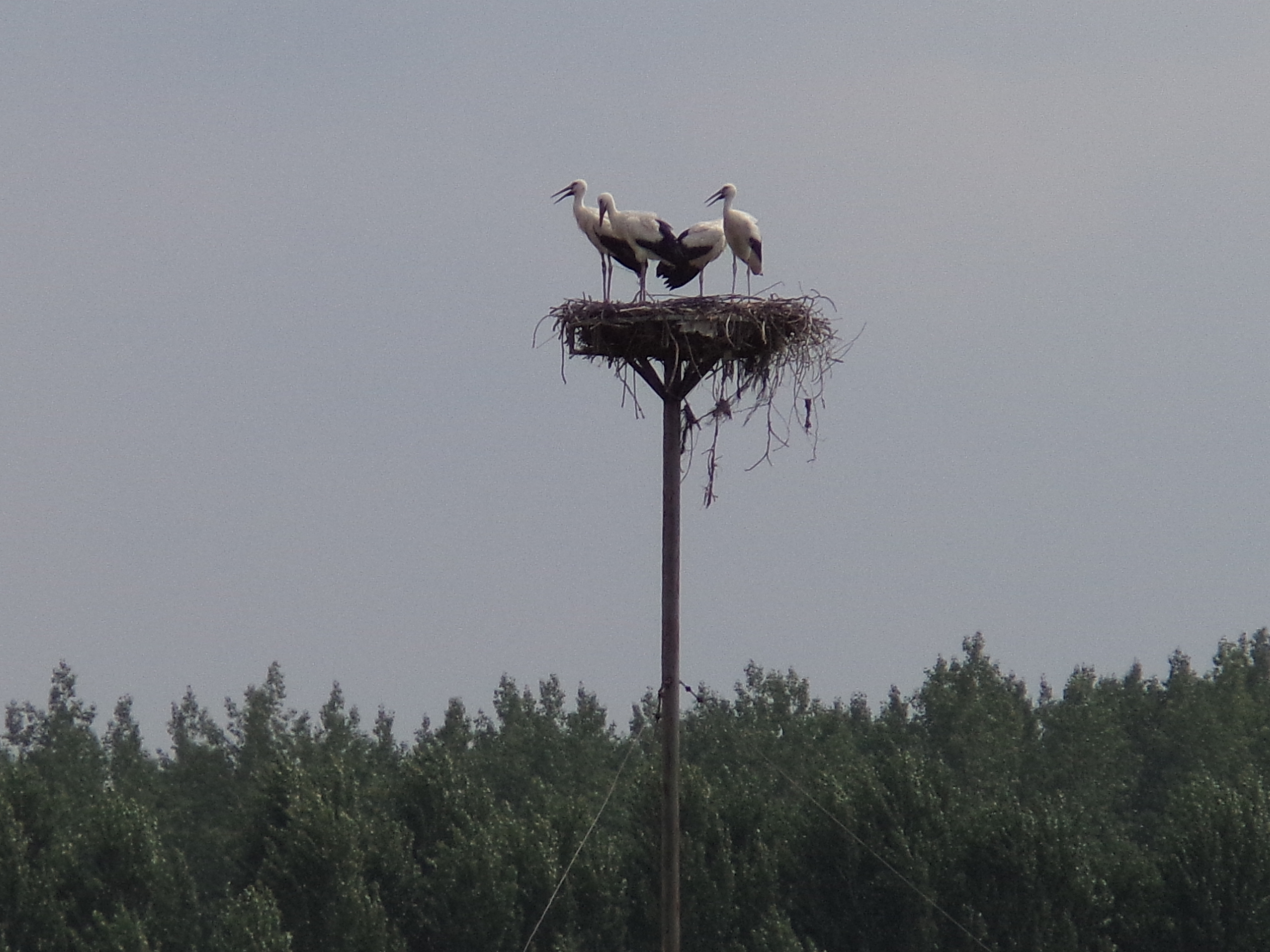
2016
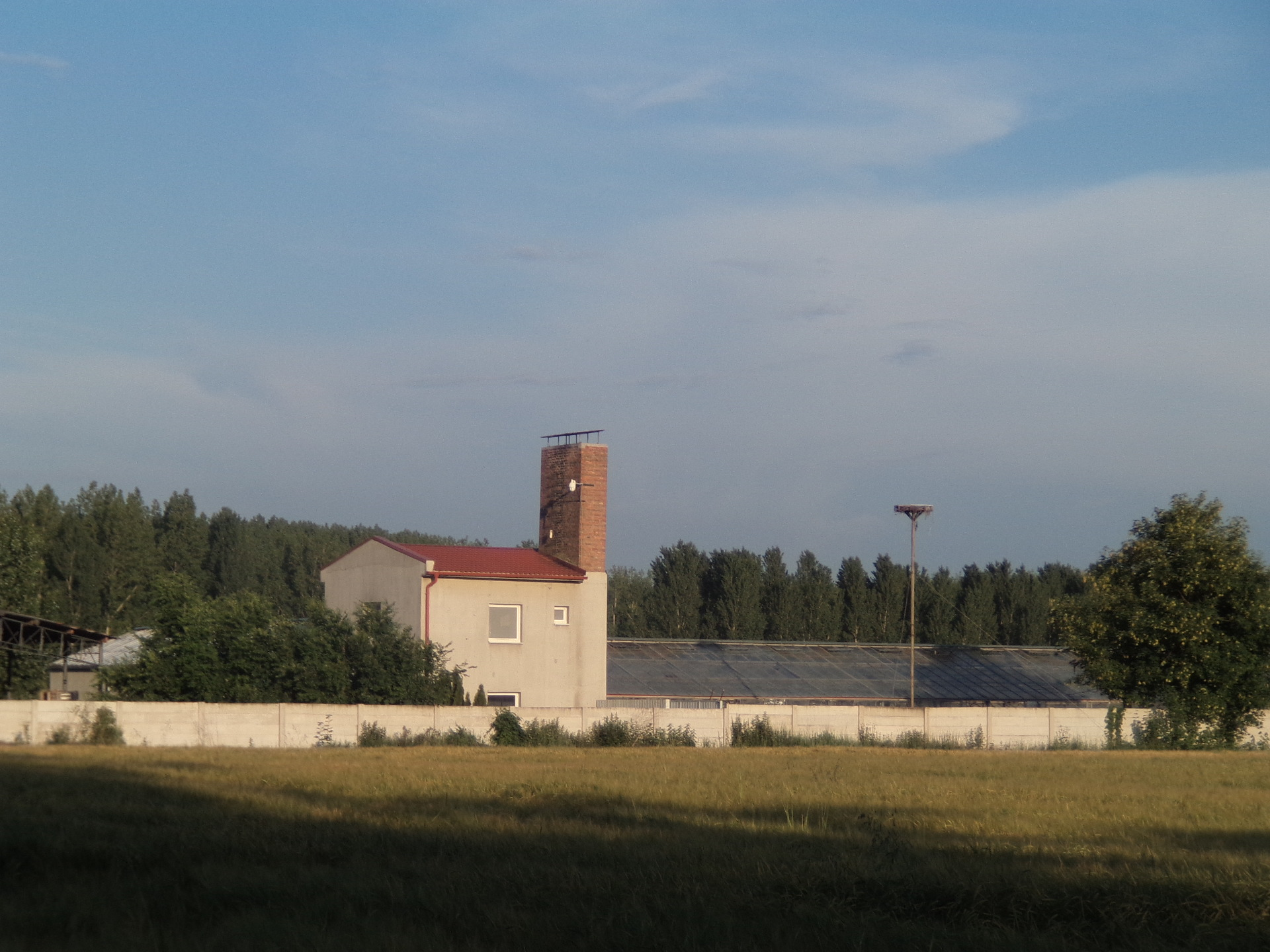
2020

Ifjúságfalván hosszú ideje fészkeltek a gólyák az egykori helyi termelőszövetkezet kéményén, 2011-ben még két fiókát számoltak meg. Ezt a fészket 2012-ben egy felújítás során áthelyezték különálló oszlopra, ezután ugyan a gólyák egy rövid ideig megjelentek, de nem fészkeltek benne. 2013-ban négy fiókát számoltak össze, 2014-ben nem fészkeltek, 2015-ben 3, 2016-ban 4 fiókájuk volt.

## Története

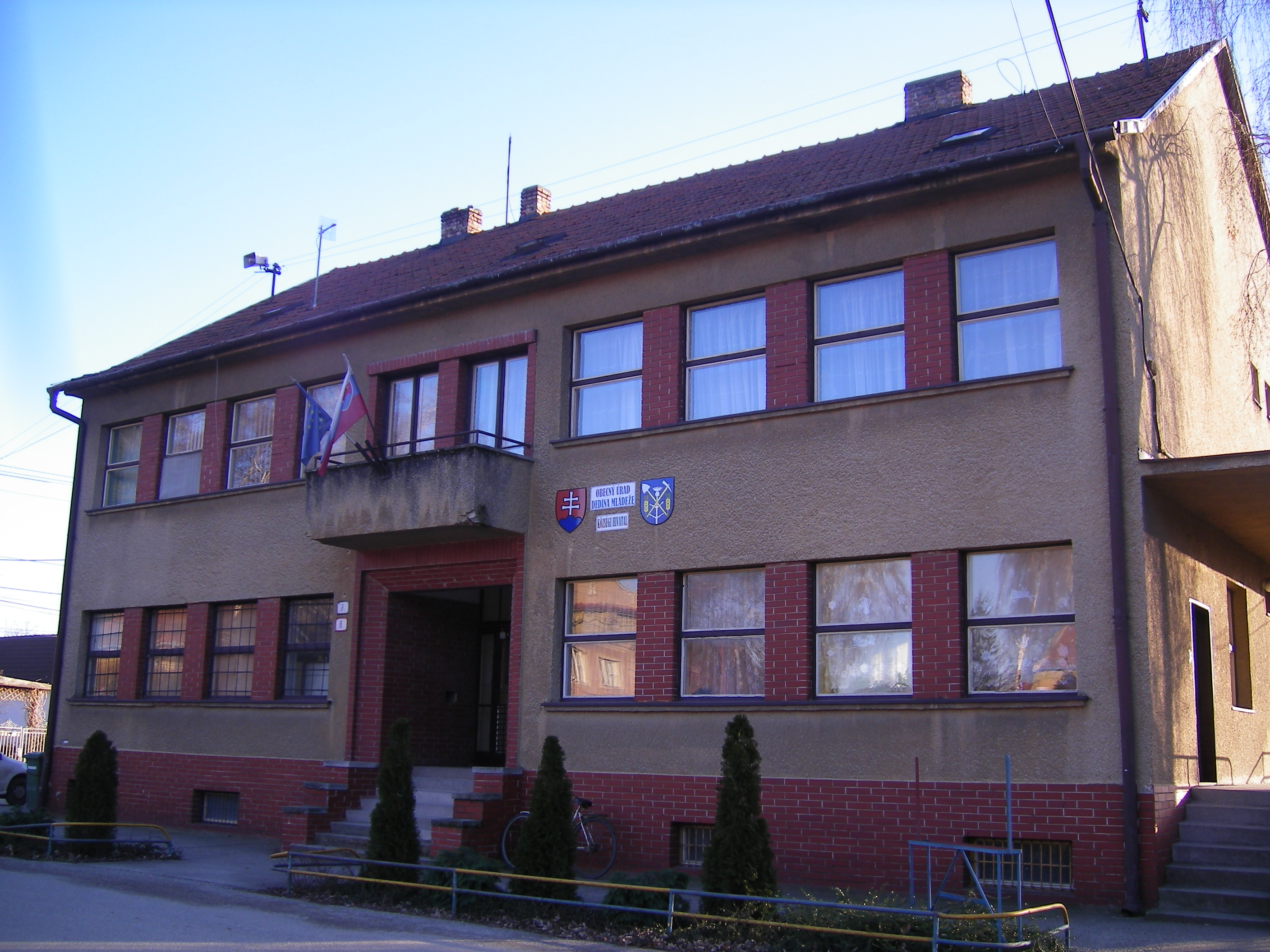
A községi hivatal

A falut a Csehszlovák Ifjúsági Szövetség szervezésében egy szovjet típusú mintagazdaság köré szervezve fiatal telepesek alapították 1949. április 4-én Gúta határában, az egykori Dögös puszta megművelésével. A gazdaságot eredetileg Tótkomlósról és Pitvarosról áttelepült szlovákok szervezték, de később a környékbeli magyar gazdák is csatlakoztak hozzá. A falu címerében a bogáncs ezekre a kezdeti időkre utal. 
1949 és 1952 között ötven családi házat építettek fel. Első középületét 1951-ben avatták fel, ebben kapott helyet a községháza és az általános iskola. Ifjúságfalva 1954. április 1-jén lett önálló község, melyhez Kamocsa, Negyed és Szímő települések határából is csatoltak részeket. 1956-tól 1958-ig újabb 16 családi ház épült fel állami alkalmazottak, illetve szövetkezeti tagok részére. Művelődési házát 1958-ban adták át. A településen később mezőgazdasági szakmunkásképző iskola is létesült. 
Termelő Szövetkezetében az 1970-es években 250-en dolgoztak. A szövetkezet ma Agroreal Rt. néven működik, 1020 hektáron gazdálkodik (árpa-, búza-, kukorica-, gyümölcstermesztés; sertés- és szarvasmarhatartás). Általános iskoláját 2005-ben megszüntették, s a következő évben óvodáját is bezárták.

### Kissziget

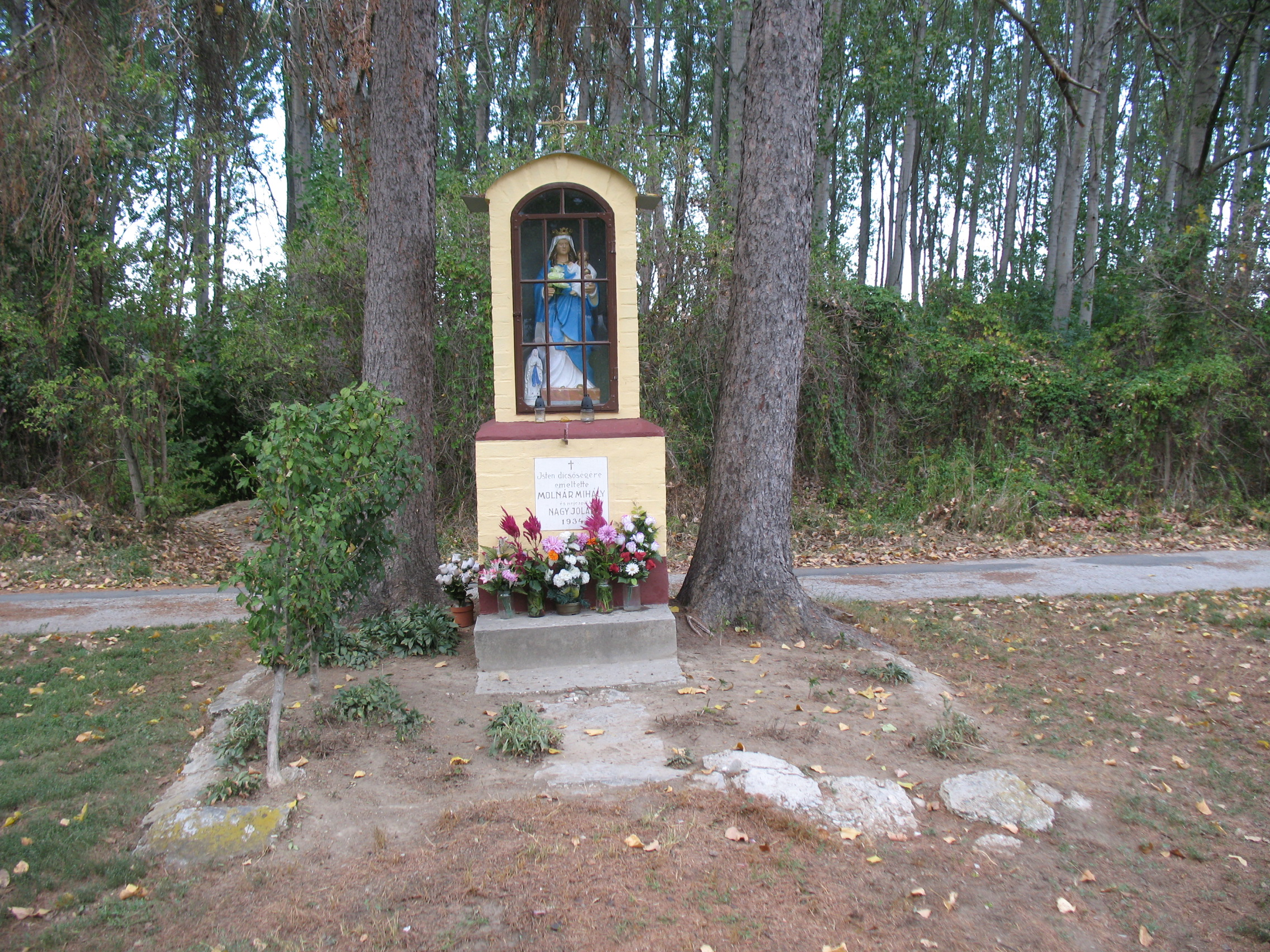
Kisszigeti Szűzanya 1934-ből

Kissziget első írásos említése 1664-ből (egy török adóösszeírásból) származik. Az összeírás 11 adófizető háztartásról tesz említést 50 lakossal. A 19. század elején 6, 1888-ban már 20 házat tartottak nyilván. 1866-tól hajócsavaros gőzös közlekedett Kissziget-Kamocsa-Gúta-Komárom vonalon. Kamocsával egészen az 1960-as évekig kompjárat kötötte össze. A negyedi út mentén 1 km hosszúságban szétszórt tanyavilágban napjainkban 2011-ben 116 lakos élt, a község lakosságának mintegy 1/3-a.

## Népessége
| Év:            | 1994. | 2004.   | 2014.   | 2024.   |
| -------------- | ----- | ------- | ------- | ------- |
| Emberek száma: | 527   | 499     | 454     | 415     |
| Eltérés:       |       | -5,31 % | -9,01 % | -8,59 % |

| Év:            | 2023. | 2024.   |
| -------------- | ----- | ------- |
| Emberek száma: | 424   | 415     |
| Eltérés:       |       | -2,12 % |

1970-ben 761 lakosából 517 magyar és 244 szlovák volt.
1980-ban 674 lakosából 467 magyar és 204 szlovák volt.
1991-ben 544 lakosából 382 magyar és 153 szlovák volt. 
2001-ben 521 lakosából 347 magyar és 159 szlovák volt.
2011-ben 468 lakosából 296 magyar, 136 szlovák és 34 ismeretlen nemzetiségű volt.
2021-ben 438 lakosából 243 (+9) magyar, 169 (+10) szlovák, 2 cigány, 3 (+2) egyéb és 21 ismeretlen nemzetiségű volt.

## Nevezetességei
- A faluközpont domináns épületei a községháza és az iskola.
- A kisszigeti ártéri erdőben értékes fák találhatóak.
- A kultúrházban helytörténeti kiállítás látható.
- Jótékonysági Nemzetközi Lecsófesztivál.

## Külső hivatkozások
- Községinfó
- Ifjúságfalva Szlovákia térképén
- Travelatlas.sk